# Sloboda-Noskovețka, Jmerînka
Sloboda-Noskovețka (în ucraineană Слобода-Носковецька) este un sat în comuna Korostivți din raionul Jmerînka, regiunea Vinnița, Ucraina.

## Demografie
Componența lingvistică a localității Sloboda-Noskovețka
     Ucraineană (99%)
     Alte limbi (1%)
Conform recensământului din 2001, majoritatea populației localității Sloboda-Noskovețka era vorbitoare de ucraineană (99%), existând în minoritate și vorbitori de alte limbi.